# حوتلو (طوت)
حوتلو (بالتركية: Havutlu)‏ هي قرية تركمانيّة تتبع إداريّاً لمديرية طوت في محافظة أديامان التركية الواقعة في جنوب شرق الأناضول. وبلغ عدد سكانها 292 نسمة في عام 2021.